# Премія «Золота дзиґа» за найкращий анімаційний фільм
Премія «Золота дзиґа» за найкращий анімаційний фільм — одна з кінематографічних нагород, що надається Українською кіноакадемією в рамках Національної кінопремії «Золота дзиґа». Премію присуджують найкращому документальному фільму українського виробництва починаючи з церемонії Першої національної кінопремії 2017 року.
Першим переможцем у цій номінації став фільм «Микита Кожум'яка» режисера Манука Депояна. Премію на церемонії Першої національної кінопремії, що відбулася 20 квітня 2017 року вручив фільму генеральний продюсер компанії Star Media, член Української кіноакадемії Влад Ряшин.
Починаючи з 4-ї церемонії категорію «Найкращий анімаційний фільм» розділено на «Найкращий повнометражний анімаційний фільм» та «Найкращий короткометражний анімаційний фільм».

## Переможці та номінанти
Нижче наведено список фільмів, які отримали цю премію, а також номінанти. ★ Імена переможців виділені окремим кольором

## 2010-ті
| Церемонії   | Назва фільму                                                                | Режисер(и)                                                                  | Продюсер(и)                                                                 |
| ----------- | --------------------------------------------------------------------------- | --------------------------------------------------------------------------- | --------------------------------------------------------------------------- |
| 1-ша (2017) | ★ «Микита Кожум'яка»                                                        | Манук Депоян                                                                | Дмитро Белінський, Ігор Рома, Ірина Манжосова                               |
| 1-ша (2017) | • «Лахмітко»                                                                | Олег Педан                                                                  | Едуард Ахрамович                                                            |
| 1-ша (2017) | • «Мишко та Місячна Дзвінка»                                                | Людмила Ткачикова                                                           | Михаль Маргуліс, Віктор Слєпцов                                             |
| 2-га (2018) | ★ «Причинна»                                                                | Андрій Щербак                                                               | Геннадій Кофман, Ольга Бесхмельниціна                                       |
| 2-га (2018) | • «Лабіринт»                                                                | Олександр Колодій, Степан Коваль                                            | Ганна Полоніченко                                                           |
| 2-га (2018) | • «Хроніки одного міста»                                                    | Євген Сивокінь                                                              | Ганна Полоніченко                                                           |
| 3-тя (2019) | ★ «Мімікрія»                                                                | Фройд М. Вайзер (Борис Бубнов)                                              | Борис Бубнов                                                                |
| 3-тя (2019) | • «Голодний дух»                                                            | Костянтин Федоров                                                           | Єгор Олесов, Олексій Толубко                                                |
| 3-тя (2019) | • «Монах»                                                                   | Олександр Даниленко                                                         | Кася Забавко                                                                |
| 3-тя (2019) | • «Найтемніший синій колір»                                                 | Оксана Курмаз                                                               | Оксана Курмаз                                                               |
| 3-тя (2019) | • «Як розвеселити Самотність»                                               | Степан Коваль                                                               | Ганна Полоніченко                                                           |
| 4-та (2020) | не було номінантів в категорії «Найкращий повнометражний анімаційний фільм» | не було номінантів в категорії «Найкращий повнометражний анімаційний фільм» | не було номінантів в категорії «Найкращий повнометражний анімаційний фільм» |

## 2020-ті
| Церемонії    | Назва фільму                                                                | Режисер(и)                                                                  | Продюсер(и)                                                                 |
| ------------ | --------------------------------------------------------------------------- | --------------------------------------------------------------------------- | --------------------------------------------------------------------------- |
| 5-та (2021)  | не було номінантів в категорії «Найкращий повнометражний анімаційний фільм» | не було номінантів в категорії «Найкращий повнометражний анімаційний фільм» | не було номінантів в категорії «Найкращий повнометражний анімаційний фільм» |
| 2022         | не проводилась                                                              | не проводилась                                                              | не проводилась                                                              |
| 6-та (2022)* | не було номінантів в категорії «Найкращий повнометражний анімаційний фільм» | не було номінантів в категорії «Найкращий повнометражний анімаційний фільм» | не було номінантів в категорії «Найкращий повнометражний анімаційний фільм» |
| 7-ма (2023)  | ★ «Путлер Капут»                                                            | Микита Лиськов                                                              | Микита Лиськов                                                              |
| 7-ма (2023)  | • «Украдений місяць. Кум»                                                   | Ольга Захарова                                                              | Євген Захаров, Геннадій Кофман                                              |
| 7-ма (2023)  | • «Little wings»                                                            | Родіон Шуб                                                                  | Родіон Шуб                                                                  |
| 8-ма (2024)  | ★ «Маріуполь. Сто ночей»                                                    | Софія Мельник                                                               | Андрій Палатний                                                             |
| 8-ма (2024)  | • «Зупинка»                                                                 | Катерина Омельяненко                                                        | Олена Касавіна                                                              |
| 8-ма (2024)  | • «Мокош»                                                                   | Анна Дудко                                                                  | Анна Дудко, Олександр Шатківський                                           |
| 8-ма (2024)  | • «Орка»                                                                    | Микита Ратніков                                                             | Дмитро Белінський                                                           |